# Gérard Mulumba Kalemba
Gérard Mulumba Kalemba (8 de julho de 1937 - 15 de abril de 2020) foi um prelado congolês da Igreja Católica.
Nascido em Kananga, Mulumba Kalemba foi ordenado ao sacerdócio em 1967. Ele foi nomeado bispo de Mweka em 1989, servindo até à sua aposentadoria em 2017. O seu irmão, Étienne Tshisekedi, e o seu sobrinho, Félix Tshisekedi, atuaram como Presidente da República Democrática do Congo.
Em 15 de abril de 2020, durante a pandemia de coronavírus na R. D. Congo, Mulumba Kalemba morreu devido ao COVID-19 em Kinshasa. Ele tinha 82 anos.